# 陈音 (主持人)
陈音，毕业于美国康奈尔大学，中国中央电视台节目主持人。

## 生平
陈音曾就读于康奈尔大学，学习的是国际关系和东亚研究的经济学。

## 作品
陈音在中国中央电视台记录频道担任主持人。